# John M. Haynes
John Michael Haynes (geboren 28. Oktober 1932 in Isleworth, Middlesex; gestorben 22. Dezember 1999) gilt als einer der Pioniere der Mediation. Er war Präsident des Haynes Mediation Training Institute, Mitbegründer und Präsident der Academy of Family Mediators und Mitbegründer des World Mediation Forum.

## Leben und Beruf
Nach seiner Schulbildung an der Ealing's Drayton Manor grammar school und dem Militärdienst im Royal Air Force national service siedelte Haynes 1957 in die Vereinigten Staaten um. Von 1972 bis 1985 lehrte er an der State University of New York at Stony Brook. Er promovierte 1978 an der Union Institute in Ohio. Er hat über 5.000 Mediationen in zwischenmenschlichen Streitigkeiten durchgeführt und arbeitete international in der Ausbildung von Mediatoren und als Berater am Gericht.
Die Mediatoren Gary Friedman, Jack Himmelstein, John Haynes, Florence Kaslow und Stanley Cohen trugen wesentlich dazu bei, Kenntnisse der Mediation aus den Vereinigten Staaten durch ihre Seminare nach Deutschland zu tragen.
Haynes ist Autor mehrerer Bücher zur Mediation. Seine Bücher und Videoaufnahmen seiner Mediationssitzungen werden weltweit in der Ausbildung für Mediatoren verwendet. Haynes trat auch in zahlreichen US-Fernsehshows auf.

## Ansätze in der Mediation
Haynes vertrat die Auffassung, dass die Mediation als eigenständige berufliche Tätigkeit anerkannt sein sollte und nicht der anwaltlichen Tätigkeit, der Sozialarbeit oder der Therapie nachgeordnet sein sollte. Er wird dahingehend zitiert, dass eine Feldkompetenz des Mediators im betreffenden Einsatzgebiet der Mediation nicht erforderlich und im Gegenteil bisweilen sogar hinderlich sei.
In der von Haynes propagierten Vorgangsweise in der Mediation trifft der Mediator die Parteien stets gemeinsam und nicht einzeln; sie grenzt sich dadurch insbesondere deutlich von der Shuttle-Mediation ab. Dabei sollten die Teilnehmer ihre Gesprächsbeiträge in der Mediation vorzugsweise an den Mediator richten statt an andere Teilnehmer. In seinem Ansatz durchläuft die Mediation typischerweise immer wieder einen Zyklus von fünf Phasen: (i) Daten sammeln und vorstellen, (ii) das Problem anhand dieser Daten definieren, (iii) Optionen für eine Lösung entwickeln, (iv) Positionen des Eigeninteresses in Positionen des gemeinsamen Interesses umdefinieren und (v) über die Optionen verhandeln, um zu einer Einigung zu kommen. Diese fünf Phasen werden für jeden strittigen Punkt bzw. Satz strittiger Punkte einzeln durchgeführt. Der Mediator sollte keineswegs in die Lage kommen, eine Verantwortlichkeit für die Lösung und ihre Tauglichkeit zu übernehmen. Bezüglich der Rolle von Emotionen in der Mediation unterschied Haynes zwischen offensiven und defensiven Gefühlsausdrücken. Erste sollten vorzugsweise ignoriert werden, sofern sie nicht den Fortgang der Mediation behindern, während letztere insofern als hilfreich betrachtete, als dass sie den Mediator auf tiefer liegende Zusammenhänge aufmerksam machen können, welche sich als wesentlich für die Entwicklung einer gemeinsamen Lösung herausstellen können.
Haynes ist berühmt für seine charismatische Persönlichkeit und für seine Strategie-Elemente in der Mediation, insbesondere auch seine Fragetechniken.
Es wird berichtet, dass er gegenüber Konfliktparteien, die er als starke Verhandlungspartner einschätzte – sei es aufgrund von Bildung, Eloquenz oder anderer Ressourcen – einen vergleichsweise direktiven Mediationsstil einsetzte und bei denjenigen, die er in sozialer, ökonomischer oder persönlicher Hinsicht als verletzlich einschätzte, einen sanfteren und weniger direktiven Stil verwandte. Gründe für sein eigenes Engagement und die Grundsätze, auf die er seine Mediation aufbaut, seien einerseits seine Erfahrung als Quäker und andererseits seine Auffassung, dass Menschen fähig sind, das Gute zu erkennen.

## Ehrungen
Die Alberta Family Mediation Society vergibt seit dem Jahr 2000 eine jährliche Auszeichnung in seinem Namen, den Dr. John Haynes Memorial Award, an Personen in der Provinz von Alberta, die wesentliche Beiträge zur Familienmediation geleistet haben. Die Association for Conflict Resolution verleiht seit 2001 den jährlichen John M. Haynes Distinguished Mediator Award.

## Werke
- mit Gretchen L. Haynes, Larry Sun Fong (Hrsg.): Mediation: Positive Conflict Management (2004), SUNY series in Transpersonal and Humanistic Psychology, State University of New York Press, ISBN 978-0-7914-5951-5

(enthält insbesondere seine als Vienna Speech bekannt gewordene Keynote-Rede für die Internationale Mediationskonferenz in Wien 1999 – eine von ihm verfasste Zusammenfassung seiner Grundgedanken zur Mediation und zur Anwendung dieser Denkweise in der Mediation und im Alltag.)
- The Fundamentals of Family Mediation (1994), SUNY Series in Transpersonal and Humanistic Psychology, State University of New York Press, ISBN 978-0-7914-2035-5
- mit Gretchen L. Haynes: Mediating Divorce: A Casebook of Strategies for Successful Family Negotiations (1989), Springer, ISBN 978-0-8261-2590-3
- Divorce Mediation: A Practical Guide For Therapists And Counsellors (1981), State University of New York Press, ISBN 978-0-7914-5951-5

Deutschsprachige Übersetzungen:
- mit Axel Mecke, Reiner Bastine, Larry S. Fong: Mediation – Vom Konflikt zur Lösung (2014) (Übersetzer: Bettina Winterfeld und Ulrich Henzel-Winterfeld), Klett-Cotta, 4. Auflage, ISBN 978-3-608-94733-5
- mit Reiner Bastine, Gabriele Link, Axel Mecke: Scheidung ohne Verlierer: Familienmediation in der Praxis (2002), Kösel-Verlag, ISBN 978-3-466-30343-4

## Weiterführende Literatur
- Wolfgang Wilhelm: Mediation und PROvokativpädagogik – PROvokativpädagogik in der Mediation. Eine Disziplinen vereinigende Betrachtung, S. 138 ff, Abschnitt: Die Rolle des/der Mediators/in (S. 153–156). In: Rotraud A. Perner: PROvokativ Pädagogik (2010), LIT Verlag Münster, ISBN 978-3-643-50180-6.